# Erasmus vander Eecke
Erasmus vander Eecke (Brugge, 1523 - tussen 8 en 15 juli 1554) of Erasmus Querceus was een zestiende-eeuwse drukker, graveerder, uitgever en boekhandelaar in Brugge.

## Levensloop
Geboren in 1523 als zoon van Nicolaas vander Eecke, werd hij in 1534 leerling in de Bogardenschool, wat doet veronderstellen dat hij wees was geworden. Kort daarop werd hij leerjongen bij de Brugse drukker Hubrecht de Croock en dit gedurende meer dan vijf jaar. Eenmaal meerderjarig en volleerd, bleef hij medewerker bij De Croock.
In 1544 stichtte hij samen met een medeleerling van de Bogardenschool, Robrecht Wouters of Robertus Gualterus, een samenwerkingsverband voor het uitbaten van een boekhandel en een drukkerij. Ze deden beroep op de financiële steun van de stad Brugge, aan wie ze beloofden het drukkerswezen op een hoger peil te tillen. Ze kregen, gevolg hieraan, een jaarlijkse toelage van vier pond groot.
Die toelage werd slechts eenmaal uitbetaald, want het jaar daarop verhuisde het duo naar Gent. Na een jaar verdween Wouters. Twee jaar later was Vander Eecke opnieuw in Brugge, waar hij weer drukker was en een nomadenleven leidde. Hij woonde achtereenvolgens in de Wapenmakersstraat, langs de Spinolarei en op een adres in de Onze-Lieve-Vrouweparochie. Vanaf 1547 was hij lid van het Brugse gild van de librariërs.
Tijdens de acht jaar die hij in Brugge werkzaam was drukte hij onder meer
- Een kaart als advertentie voor de loterij ten voordele van de Bogardenschool en de Sint-Elisabethschool, in 1547.
- Een nieuwe verordening met de gewijzigde tarieven van de tolrechten, in 1550.
- Een boek op twaalfhonderd exemplaren voor de Bogardenschool, in 1551.
- De Zeven Boetepsalmen, op zevenhonderd exemplaren, in 1552.
- Zeventienhonderd kaarten, in opdracht van het stadsbestuur, met wijzigingen voor de jaarmarkten, in 1552.
- Een boekje gewijd aan de dood van Maarten Luther, door een protestantse predikant, op vijfhonderd exemplaren, in 1553. Hij drukte het op bestelling van de goudsmid Cornelis Volckaert, die op 17 juli 1553 werd terechtgesteld wegens zijn aanhang van ketterij.
- Een apocrief evangelie van Sint Paulus op 100 exemplaren, in 1553.

Voor beide laatste drukwerken werd hij gerechtelijk vervolgd. Als straf moest hij voor de Brugse vierschaar verschijnen in zijn hemd en er geknield en met een kaars in de hand, aan God en de vierschaar om vergiffenis bidden. Hij werd daarna gedurende enkele uren op de Burg tentoongesteld met een opschrift ketter boven het hoofd, terwijl zijn als ketters beschouwde geschriften publiek verbrand werden. Daarna werd hij ook nog door de stadsbeul gegeseld. 
Erasmus vander Eecke was getrouwd met Maria van Steentaste. Zij had een familieband met de beroemde stadspensionaris en jurist Joos de Damhouder. Toen Erasmus overleed, liet hij schulden na.
Als leerling van hem is een Joris Tant bekend, die leerling was van de Bogardenschool. Hij werd niet bekend als zelfstandig drukker.

## Drukwerk
- Patricinium pupillorum minorum et prodigorum, Brugge, 1544.
- Stephani Comitis Bellocassis sylvula carminum (...), Brugge, 1544. (Postuum werk van Stephanus Comes, bezorgd door de Brugse humanist Antoon van Schoonhoven)
- Sanctum Iesu Christi Evangelium secundum Matthaeum, secundum Marcum, secundum Lucam, secundum Ioannem, Acta Apostorum, Gent, 1546.
- P. Terentii Aphri comediae sex, Gent, 1546. (De zes comedies van Publius Terentius Afer).
- Joos de Damhoudere, Subhastionum compendiosa exegesis (...), Gent, 1546.